# Nunkiní
Nunkiní är en ort i Mexiko.   Den ligger i kommunen Calkiní och delstaten Campeche, i den östra delen av landet, 900 km öster om huvudstaden Mexico City. Nunkiní ligger 10 meter över havet och antalet invånare är 5 556.
Terrängen runt Nunkiní är mycket platt. Runt Nunkiní är det ganska glesbefolkat, med 27 invånare per kvadratkilometer. Närmaste större samhälle är Calkiní, 10,7 km öster om Nunkiní. I omgivningarna runt Nunkiní växer i huvudsak lövfällande lövskog.